# Patrolowce typu Tirana
Patrolowce typu Tirana – albańskie motorowe okręty patrolowe z okresu międzywojennego. Cztery okręty tego typu zostały zbudowane w 1926 roku we włoskiej stoczni Società Veneziana Automobili Navali w Wenecji i w tym samym roku przyjęto je do służby w Marynarce Wojennej Albanii. Wszystkie okręty zostały zdobyte przez Włochów w 1939 roku, następnie prawdopodobne w 1943 roku  przejęte przez Kriegsmarine. Jednostki po wojnie powróciły pod banderę albańską, a dwie z nich służyły do lat 70. XX wieku.

## Projekt i budowa
Patrolowce typu Tirana zbudowane zostały we włoskiej stoczni Società Veneziana Automobili Navali w Wenecji na zamówienie Marynarka Wojenna Albanii w 1926 roku.
| Okręt      | Stocznia                            | Wodowanie | Wejście do służby |
| ---------- | ----------------------------------- | --------- | ----------------- |
| „Durrës”   | Società Veneziana Automobili Navali | 1926      | 1926              |
| „Saranda”  | Società Veneziana Automobili Navali | 1926      | 1926              |
| „Shëngjun” | Società Veneziana Automobili Navali | 1926      | 1926              |
| „Tirana”   | Società Veneziana Automobili Navali | 1926      | 1926              |

## Dane taktyczno-techniczne
Jednostki były niewielkimi motorowymi łodziami patrolowymi. Długość całkowita wynosiła 24,38 metra (80 stóp), a wyporność 46 ton. Okręty napędzane były przez silnik Diesla o mocy 450 koni mechanicznych (KM), który pozwalał osiągnąć prędkość 17 węzłów.
Uzbrojenie jednostek stanowiło jedno działo pokładowe kal. 76 mm L/40 Ansaldo 1917 oraz dwa karabiny maszynowe kal. 6,5 mm.

## Służba
W 1926 roku jednostki wcielono do służby w Marynarce Wojennej Albanii pod nazwami „Durrës”, „Saranda”, „Shëngjun” i „Tirana”. Pierwszy okres służby okrętów pod banderą albańską trwał do kwietnia 1939 roku, kiedy zostały zdobyte przez Włochów podczas podboju Albanii. Po zawarciu przez Włochy zawieszenia broni z Aliantami we wrześniu 1943 roku zostały przypuszczalnie przejęte przez Kriegsmarine. Po zakończeniu wojny wszystkie patrolowce powróciły do Albanii; dwa z nich (bliżej nie wskazane w publikacjach) służyły jeszcze do lat 70. XX wieku.